# Allen Gardiner (scuna)
L'Allen Gardiner fu una scuna di proprietà della South American Mission Society, che lo intitolò al suo fondatore, Allen Gardiner; fu usato per varie missioni nella Terra del Fuoco per circa trent'anni nella seconda metà dell'Ottocento.

## Massacro di Wulaia
La missione più famosa dell'Allen Gardiner fu una delle prime: incaricato di riportare a Wulaia alcune famiglie di Yaghan, nell'ottobre del 1859 lo schooner partì per Wulaia, sulla costa occidentale dell'isola di Navarino, dove era stato anche incaricato di costruire una chiesa, lasciandovi un catechista.
L'unico dei nove membri dell'equipaggio sopravvissuti, il cuoco Alfred Cole, raccontò che il 6 novembre 1859, quando tutti i membri dell'equipaggio (a parte il cuoco) scesero a riva disarmati per celebrare la prima messa della Terra del Fuoco, essi vennero accerchiati da circa trecento indigeni radunatisi attorno alla chiesa, che li massacrarono barbaramente.

## Naufragio
Il 10 agosto 1893 l'Allen Gardiner, comandato dal capitano Robert Thompson, fu seriamente danneggiata durante una tempesta. La colpa era del capitano Thompson, che aveva sbagliato nel tentare di navigare colla nave malmessa; fu "fortemente biasimato".